# Fernand Tonnet
Fernand Tonnet (* 18. Juli 1894 in Molenbeek bei Brüssel; † 29. April 1945 im Konzentrationslager Dachau) war einer der Gründungsmitglieder der Christlichen Arbeiterjugend.

## Leben
Fernand war der vierte von fünf Söhnen. Er studierte Moderne Geisteswissenschaften am St. Louis-Institut in Brüssel, beschränkte sich aber nicht nur auf akademische Studien, sondern begann, die sozialen Probleme seines Umfelds methodisch zu analysieren. Durch Besuche in den Kohlengruben, Fabriken und den Arbeitervierteln bekam er tiefen Einblick in die sozialen Probleme der Arbeiterklasse.
| Personendaten    | Personendaten                                     |
| ---------------- | ------------------------------------------------- |
| NAME             | Tonnet, Fernand                                   |
| KURZBESCHREIBUNG | Gründungsmitglied der Christlichen Arbeiterjugend |
| GEBURTSDATUM     | 18. Juli 1894                                     |
| GEBURTSORT       | Molenbeek bei Brüssel                             |
| STERBEDATUM      | 29. April 1945                                    |
| STERBEORT        | Konzentrationslager Dachau                        |